# Arauzo de Salce
Arauzo de Salce település Spanyolországban, Burgos tartományban. Arauzo de Salce Caleruega, Arauzo de Miel, Huerta de Rey és Arauzo de Torre községekkel határos. Lakosainak száma 46 fő (2024).

## Népesség
A település lakosságának változását az alábbi diagram mutatja:
| Lakosok száma | 75   | 73   | 80   | 69   | 69   | 62   | 61   | 58   | 47   | 46   |
|               | 2001 | 2004 | 2006 | 2009 | 2011 | 2014 | 2016 | 2019 | 2021 | 2024 |